# Deichselkasten
Als Deichselkasten wird der Kasten auf der Deichsel eines Wohnwagens bezeichnet, in dem üblicherweise die Gasflaschen, evtl. ein Reserverad, ein 12-Volt-Akku zur Licht- und Wasserpumpenversorgung, teils Wasserkanister und anderes Zubehör untergebracht wird. 
Früher handelte es sich tatsächlich um einen separaten Kasten, aber seit den 1990er Jahren ist der Deichselkasten optisch komplett in den Aufbau des Wohnwagens integriert.
Der Deichselkasten muss eine ausreichende Belüftung haben, damit evtl. austretendes Gas aus den Gasflaschen nach unten entweichen kann. Vorgeschrieben sind 10 cm × 10 cm. Die Öffnung darf keinesfalls verschlossen oder abgedeckt werden.